# Ulla Lindkvist
Ulla Maria Lindkvist (* 30. August 1939; † 6. August 2015) war eine schwedische Orientierungsläuferin. Sie wurde 1966 die erste Einzel-Weltmeisterin im Orientierungslauf überhaupt. Insgesamt gewann sie drei Weltmeistertitel.
Lindkvist konnte auf eine beeindruckende Karriere zurückblicken. Mit einer Ausnahme konnte sie bei allen Einzel- und Staffelstarts bei Europa- und Weltmeisterschaften sowie Nordischen Meisterschaften eine Medaille gewinnen. Bei den Nordischen Meisterschaften 1961 in Tampere gewann sie ihre erste Medaille vor ihrer Landsfrau Siri Lundkvist. Ein Staffelwettbewerb wurde noch nicht ausgetragen. 1962 gewann sie den ersten Einzeltitel bei Orientierungslauf-Europameisterschaften, als sie im norwegischen Løten Marit Økern aus Norwegen hinter sich lassen konnte. Den Staffellauf, der 1962 noch nicht offizieller Teil der Europameisterschaft war, gewann Lindkvist zusammen mit Siri Lundkvist und Emy Gauffin. Ein weiteres Mal konnte Lindkvist 1966 im finnischen Fiskari Geschichte schreiben, als sie den ersten Einzel-Weltmeisterschaftstitel gewinnen konnte. Lindkvist hatte bei ihrem Sieg einen Vorsprung von 7:45 Minuten auf die Schweizerin Katharina Perch-Nielsen. Zwei Jahre später gelang es ihr, den Titel zu verteidigen. Diesmal hatte sie einen Vorsprung von 5:40 Minuten auf Ingrid Hadler aus Norwegen, ihrer Dauerkonkurrentin bei internationalen Veranstaltungen. In der Staffel mit Gun-Britt Nyberg und Kerstin Granstedt gewann sie hinter den Norwegerinnen Silber. 1970 gelang es Hadler Lindkvist auf den zweiten Platz zu verweisen, dafür gewann Lindkvist Staffelgold mit Birgitta Larsson und Eivor Steen-Olsson. Bei ihrer letzten WM-Teilnahme 1972 verpasste sie das Podest. Mit der Staffel wurde sie Zweite. Im Jahr darauf gewann sie zudem zum vierten Mal in Folge und zum fünften Mal insgesamt den Einzeltitel bei den Nordischen Meisterschaften.
Mit acht aufeinanderfolgenden Siegen beim Mehrtage-Orientierungslauf O-Ringen zwischen 1967 und 1974 ist sie die erfolgreichste Athletin bei diesem Wettbewerb.
Lindkvist startete für den Verein OK Tjärnen. 1963 wurde sie mit der Schwimmerin Ann-Christine Hagberg zur Sportlerin des Jahres in Schweden ausgezeichnet.

## Platzierungen
| | Weltmeisterschaften | Weltmeisterschaften |  | Europameisterschaften | Europameisterschaften |  | Nord. Meisterschaften | Nord. Meisterschaften |  | Schwedische Meisterschaften | Schwedische Meisterschaften | Schwedische Meisterschaften |
| Jahr | E                   | St                  |  | E                     | St                    |  | E                     | St                    |  | E                           | N                           | St                          |
| --- | ------------------- | ------------------- |  | --------------------- | --------------------- |  | --------------------- | --------------------- |  | --------------------------- | --------------------------- | --------------------------- |
| 1961 |                     |                     |  |                       |                       |  | 1.                    |                       |  |                             |                             |                             |
| 1962 |                     |                     |  | 1.                    | (1.)                  |  |                       |                       |  |                             |                             |                             |
| 1963 |                     |                     |  |                       |                       |  | 2.                    | 2.                    |  | 1.                          |                             |                             |
| 1964 |                     |                     |  | 3.                    | 1.                    |  |                       |                       |  | 1.                          |                             |                             |
| 1965 |                     |                     |  |                       |                       |  | 2.                    | 2.                    |  |                             |                             |                             |
| 1966 | 1.                  |                     |  |                       |                       |  |                       |                       |  | 1.                          |                             |                             |
| 1967 |                     |                     |  |                       |                       |  | 1.                    | 1.                    |  | 1.                          |                             |                             |
| 1968 | 1.                  | 2.                  |  |                       |                       |  |                       |                       |  |                             | 1.                          | 1.                          |
| 1969 |                     |                     |  |                       |                       |  | 1.                    | 1.                    |  | 1.                          |                             |                             |
| 1970 | 2.                  | 1.                  |  |                       |                       |  |                       |                       |  | 1.                          | 1.                          |                             |
| 1971 |                     |                     |  |                       |                       |  | 1.                    | 2.                    |  | 1.                          |                             |                             |
| 1972 | 4.                  | 2.                  |  |                       |                       |  |                       |                       |  |                             |                             |                             |
| 1973 |                     |                     |  |                       |                       |  | 1.                    | 3.                    |  | 1.                          |                             |                             |
| Erklärung: OWC = Gesamt-Weltcup / Sp = Sprint , KD = Kurzdistanz, MD = Mitteldistanz, LD = Langdistanz, Kl = Klassische Distanz, E = Einzelwettbewerb , St = Staffel, N = Nacht-OL |                     |                     |  |                       |                       |  |                       |                       |  |                             |                             |                             |